# 絕愛
《絕愛》，是一部2014年中國大陸的都市愛情電視劇，由張歆藝、李光潔領銜主演，該劇改編自網絡小說《第三種愛情》，2012年9月殺青。劇集講述女律師鄒雨(張歆藝飾)和青年才俊林啟正(李光潔飾)之間的曲折愛情主角。
本劇於2014年6月26日在江蘇衛視晚上19:30首播。

## 劇情概要
林啟正（李光潔飾）是個富家子弟，並有一名未婚妻（楊舒婷飾），終日吃喝玩樂；鄒雨（張歆藝飾），則是一名律師。鄒雨代表民工和寧波當地一家房地產企業「致林集團」為了一樁民工討薪案對薄公堂，「致林集團」總經理林啟正林啟正百般推脫責任讓鄒雨十分不齒。一天，鄒雨的未婚夫浩然一起爬山在一次攀岩中發生意外而亡，幾乎同一時間，林啟正在拳擊場上也因為心肌擴張昏厥入院等待心臟移植。鄒雨妹妹鄒月（何泓姍飾）迷戀著林啟正，她促成將浩然的心臟移植給了林啟正，而鄒雨則離開寧波這個傷心的地方。
半年後，鄒雨歸來，同時林啟正也康復了。林啟正換心後性格突變，不僅在法庭上主動向鄒雨認輸。林啟正更如同被鄒雨的未婚夫附體，記憶、生活習慣甚至興趣愛好也都和鄒雨的未婚夫浩然一模一樣。林啟正對鄒雨產生了愛情，而此時鄒月、林啟正的未婚妻江心遙、林啟正同父異母的哥哥林啟哲千方百計地阻隔兩人之間的感情……

## 角色
- 張歆藝 飾 鄒雨，女律師，鄒月的姐姐
- 李光潔 飾 林啟正，林氏集團的二公子
- 何泓姍 飾 鄒月，鄒雨的妹妹，喜歡林啟正
- 楊舒婷 飾 江心遙，江氏集團的千金小姐，林啟正的未婚妻
- 大　左 飾 林啟聰，林氏集團的三公子，林啟正弟弟
- 周曉鷗 飾 高展旗，鄒雨的好友兼律所合夥人

## 製作

### 創作團隊與選角
《絕愛》是製作人楊利與導演俞鐘繼電視劇《獨刺》、《女人的顏色》之後的再度合作。 本劇除了由張歆藝、李光潔擔綱出演，還有程煜、奇道、石兆琪、馮雷等人出演，另外還邀請了主持人大左和歌手周曉鷗參演。
原著小說《第三種愛情》的內容僅夠8集電視劇的拍攝，因此電視劇版的內容在忠於原著的基礎上做出不小調整。其中由大左所扮演的“林啟聰”，是劇中林啟正的弟弟，而這個角色是原著小說中沒有的角色，此外角色“鄒雨”多了個前男友，而原著裡僅僅出場3次的江心遙戲份也大幅增加。。

### 拍攝

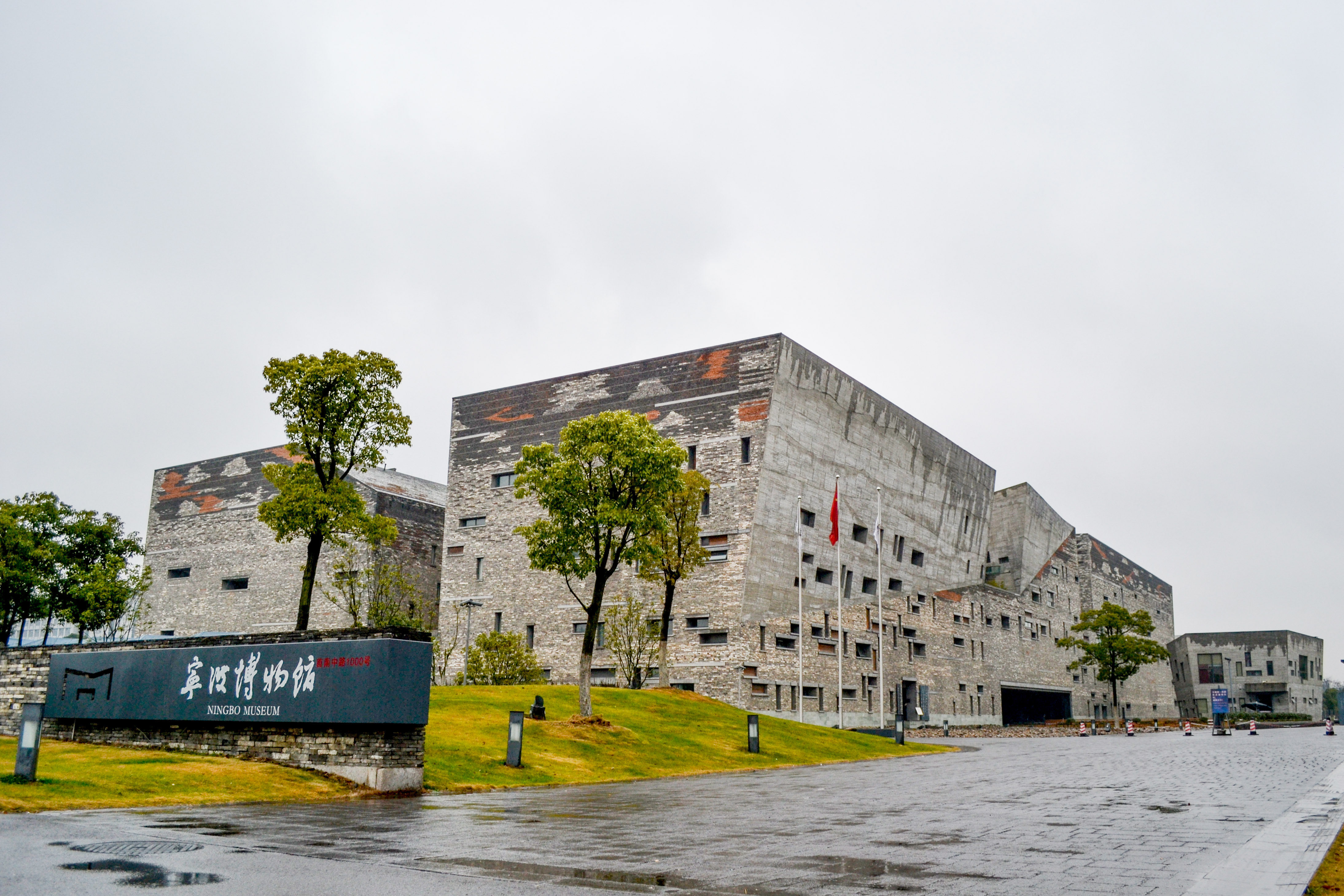
劇中其中一個拍攝地寧波博物館

本劇開機拍攝時曾用劇名《三愛》，並於2012年7月在寧波舉行開機儀式。全劇僅用了2個多月完成拍攝工作，該劇大部分主要場景在寧波（剧中的郦城市和江城市）、三亞拍攝，其中包括有三亞海灘、三亞特色小店、寧波博物館（江城市中山区民政局）、寧波南部商務區（宁波致林集团股份有限公司总部）等地。該劇主創認為大海與藍天更能夠烘托出劇中唯美的愛情，所以把劇中多場的愛情戲份都選景在三亞的海灘上拍攝。

### 後期製作
《絕愛》劇組在拍攝完成後花費了3個月的時間進行後期調色。《絕愛》導演俞鐘坦承根據劇中人物的心情狀態在畫面調色上會作出一些改變，故事前半段男女主兩人感情逐步升溫，畫面會偏向於暖色，而後半段兩人的感情遭遇外界的衝擊，所以色調會偏向於冷色調。這樣的處理方式在潛移默化中把觀眾帶入故事裡面。

## 收視率
由csm數據參考而來，收視率包括全天收視指數和市場(收視)份額參數
| 平台     | 平均收视率 | 平均收视份额 |
| 江蘇衛視 | 0.898      | 2.604        |

- 同時段節目：
  - 湖南衛視《相愛十年》
  - 浙江衛視《戀戀不忘》
  - 東方衛視《金牌律師》
  - 安徽衛視《十月围城》
- 數據由央視索福瑞CSM50城測量儀提供，調查範圍包含四歲以上之觀眾。
- 資料來源：CSM （页面存档备份，存于）

## 外部連結
- 《絕愛》的新浪微博
- 《絕愛》观剧报告 网易娱乐中心 （页面存档备份，存于）